# Petrophile conifera
Petrophile conifera är en tvåhjärtbladig växtart. Petrophile conifera ingår i släktet Petrophile och familjen Proteaceae.

## Underarter
Arten delas in i följande underarter:
- P. c. conifera
- P. c. divaricata